# Novosilkî, Horohiv
Novosilkî (în ucraineană Новосілки) este localitatea de reședință a comunei Novosilkî din raionul Horohiv, regiunea Volînia, Ucraina.

## Demografie
Componența lingvistică a localității Novosilkî
     Ucraineană (99,06%)
     Alte limbi (0,94%)
Conform recensământului din 2001, majoritatea populației localității Novosilkî era vorbitoare de ucraineană (99,06%), existând în minoritate și vorbitori de alte limbi.